# Hünenburg (Meschede)

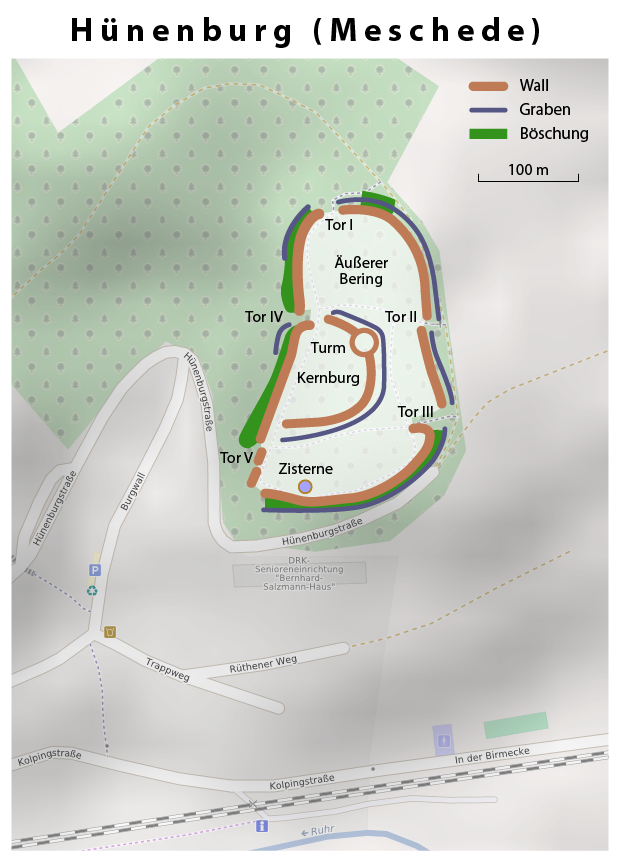
Die Anlage der Hünenburg

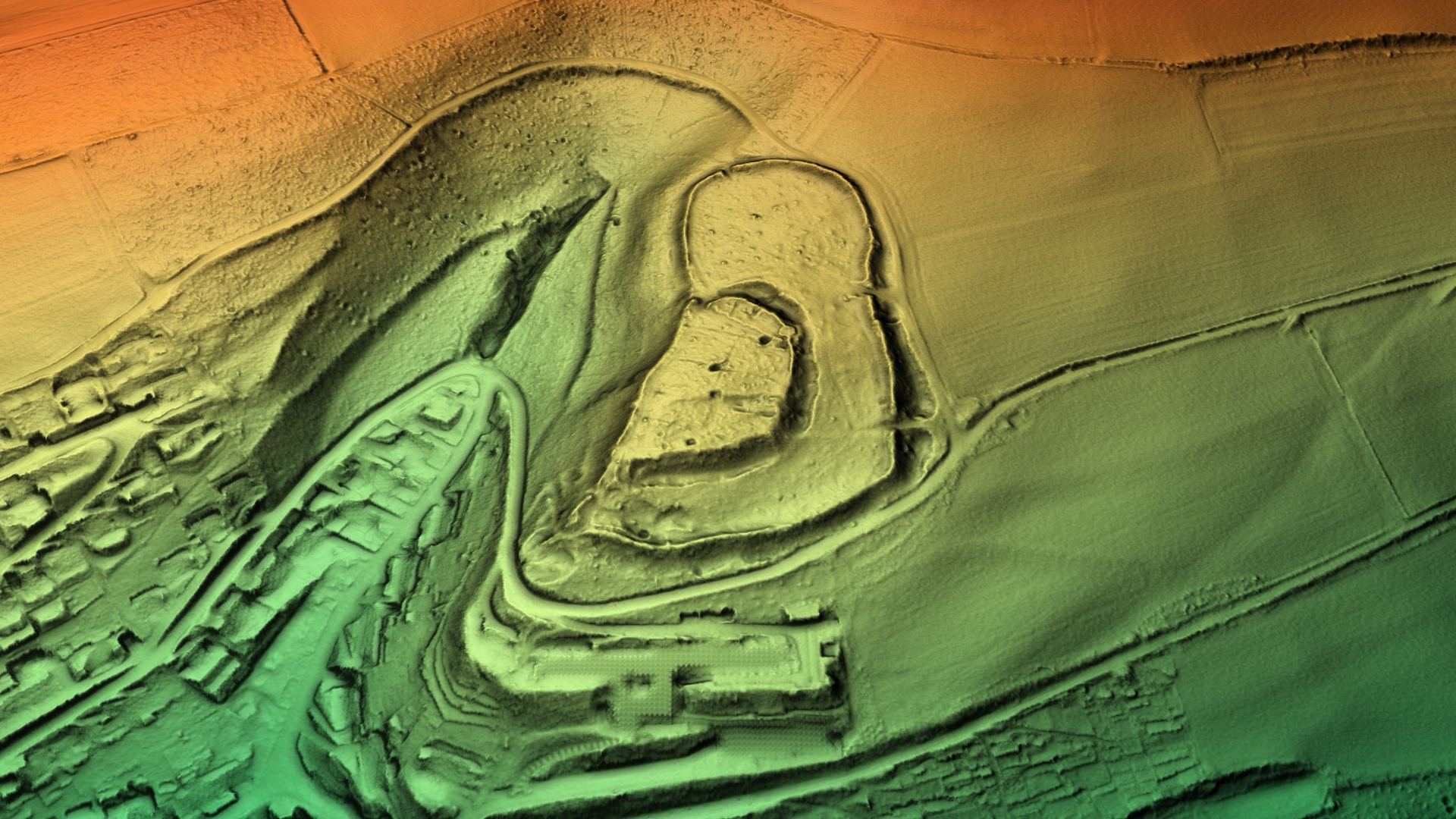
3D-Ansicht des digitalen Geländemodells

Die Hünenburg ist eine Wallanlage östlich der Innenstadt von Meschede auf einem Bergvorsprung nördlich der Ruhr. 
Die Burg stammt aus der Zeit zwischen dem 9. und 10. Jahrhundert. Kleinfunde werden auf das 9. Jahrhundert datiert.  In den Mescheder Urkunden wird sie nicht erwähnt. Die Altertumskommission für Westfalen führte zwischen 1909 und 1914 an der Hünenburg mehrere Ausgrabungen durch. Die Burg verfügte über zwei Wallgräben, die heute noch erkennbar sind und durch einen Rundwanderweg erschlossen sind. 
Der äußere Bering ist 2,8 Hektar und der innere 0,8 Hektar groß. Die innere Burg hat in nordsüdlicher Richtung eine Länge von rund 120 Metern und in westöstlicher Richtung eine Breite von ca. 65 Metern. Die Burg verfügte über fünf Tore, eine Zisterne und einen Turm. Reste von Gebäuden an der Innenseite der Kernwerkmauer stammen aus einer späteren Bauphase. Sie weisen darauf hin, dass es sich nicht nur um eine Fluchtburg, sondern um eine andauernd besetzte Burg eines Adligen handelte. Die Burg könnte der Stammsitz des sich später Grafen von Werl nennenden Adelsgeschlechts gewesen sein. Auf dem Gelände der früheren Vorburg befindet sich heute ein Grillplatz.